# Stephanomeria
Stephanomeria es un género de plantas con flores perteneciente a la familia  Asteraceae. Tiene seis especies de plantas anuales y diez perennes se encuentran en el oeste de Norteamérica.
Especies de Stephanomeria son usadas como alimento de las larvas de algunas especies de  Lepidopteras incluyendo Schinia scarletina, que come exclusivamente de este género. 

## Especies[2][3]
- Stephanomeria cichoriacea
- Stephanomeria diegensis[4]
- Stephanomeria elata
- Stephanomeria exigua
- Stephanomeria fluminea
- Stephanomeria guadalupensis
- Stephanomeria lactucina
- Stephanomeria malheurensis
- Stephanomeria minor
- Stephanomeria paniculata
- Stephanomeria parryi
- Stephanomeria pauciflora
- Stephanomeria runcinata
- Stephanomeria schottii
- Stephanomeria thurberi
- Stephanomeria virgata
- Stephanomeria wrightii